# Bednja
Bednja è un comune della Croazia di 4 765 abitanti della regione di Varaždin.